# Jan Quaegebeur
Jan Quaegebeur (* 14. Dezember 1943 in Tielt; † 10. August 1995) war ein belgischer Ägyptologe und Professor an der Katholieke Universiteit Leuven.

## Werdegang
Jan Quaegebeur besuchte das St. Jozefcollege in seiner Geburtsstadt Tielt. Der Bruder der Mutter Jozef Vergote (1910–1992), Professor für Ägyptologie an der Katholieke Universiteit Leuven, weckte früh das Interesse am Alten Ägypten. Quaegebeur studierte später an der Katholieke Universiteit Leuven und erhielt 1967 die Lizenz für Klassische Philologie und Orientalistik mit einer Arbeit über Strabon in Ägypten. 1969 schloss er seine Studien der ägyptischen Sprache bei Herman De Meulenaere an der Universität von Gent ab. 1970/1971 setzte er seine Studien in Ägypten unter der Leitung von Serge Sauneron (1927–1976) fort. 1971/1972 studierte er in Paris bei George Posener, Jean Jacques Clère, Jean Yoyotte und Françoise de Cénival. Die dort begonnenen Studien der demotischen Sprache setzte er später bei Pieter Willem Pestman an der Universität Leiden fort. 1973 promovierte er mit einer Arbeit über den altägyptischen Gott Schai. Seit 1977 war er Professor für Ägyptologie in Leuven.

## Schriften
- Le dieu égyptien Shai dans la religion et l’onomastique (= Orientalia Lovaniensia Analecta. 2). Leuven University Press, Löwen 1975, ISBN 90-6186-020-2.
- mit Pieter W. Pestman, R. L. Vos: Recueil de textes démotiques et bilingues. 3 Bände (Bd. 1: Transcriptions. Bd. 2: Traductions. Bd. 3: Index et Planches.). Brill, Leiden 1977, ISBN 90-04-05255-0.

## Nachrufe
- Claude Vandersleyen: La vie de Jan Quaegebeur (14 décembre 1943–10 août 1995). In: Willy Clarysse, Antoon Schoors, Harco Willems (Hrsg.): Egyptian Religion. The Last Thousand Years. Studies Dedicated to the Memory of Jan Quaegebeur 2 Bände (= Orientalia Lovaniensia Analecta. Bände 84–85). Peeters, Löwen 1998, ISBN 90-429-0669-3, XXV–XXX.